# عدسات انفجارية

في هذا التصميم من القنبلة النووية، توضع المادة النووية داخل جهاز عدسات انفجارية يتكون من عدسات على شكل مضلع مرتبة على شكل كرة مركزها المادة النووية، وتُوَلِّد هذه العدسات انفجارًا نحو الداخل أي نحو المادة النووية لبِدْء التفاعل النووي المتسلسل الذي سيؤدي إلى الانفجار النووي.

عند استخدامه في مجال الأسلحة النووية مثلًا، يشير مصطلح العَدَسَات الانفجاريّة (بالإنجليزية: Explosive lens) إلى شُحْنَة انفجارية مُصَمَّمَة بِقَدْر عالٍ من التخصيص. وبشكل عام، فهي عبارة عن جهاز يتكون من عدة عُبُوَات متفجرة. هذه العبوات تكون مُصَمَّمَة ومرتبة بحيث تتحكم بشكل موجة الانفجار التي تعبر خلالها. وتتشابه العدسات الانفجارية من حيث المفهوم مع العدسات البصرية التي تتحكم بالموجات الضوئية وتجعلها تتركز بشكل معين، فكذلك العدسات الانفجارية تتحكم بموجة الانفجار. ويجري اختيار العبوات المتفجرة التي تُكَوِّن العدسات بحيث تمتلك مُعَدَّلَات تفجير مختلفة، أي أن بعضها ينفجر أسرع من بعضها الآخر. فلتحويل مُقَدِّمَة موجة انفجار تتمدد للخارج بشكل كروي إلى موجة تتمدد بشكل كروي للداخل يمكن استعمال حاجز واحد بين العبوات المتفجرة الأسرع والأبطأ ويكون على شكل قطع مكافيء، أما لتحويل مقدمة موجة تتمدد للخارج إلى موجة مسطحة فَيُسْتَعْمَل حاجز على شكل سطح زائدي، وهكذا. وتستعمل عدة حواجز بين العبوات المتفجرة لتقليل زَيْغ الموجة الناتجة، أي تقليل انحرافها عن الشكل المطلوب للموجة النهائية.

## الاختراع
استنادًا إلى ما ذكره هانز بيته، فإن اختراع جهاز العدسات الانفجارية كان من إسهام وتصميم جون فون نيومان.

## أنظر أيضًا
- تصميم السلاح النووي